# Z1
Z1 var en mekanisk computer skabt af den tyske computer-pioner Konrad Zuse i 1937. Z1 anvendte binært talsystem, var en elektrisk drevet, mekanisk regnemaskine med begrænset programmerbarhed.  Z1 læste sine program-instruktioner fra hulstrimmel.  
På grund af mangel på tilstrækkeigt nøjagtigt fremstillede dele kom Z1 aldrig til at virke pålideligt.  Z1 og de originale konstruktionstegninger til den blev ødelagt under 2. verdenskrig.
En kopi af Z1 er udstillet på Deutsches Technikmuseum Berlin i Berlin.